# Gonatocerus enicmophilus
Gonatocerus enicmophilus är en stekelart som beskrevs av Huber 1988. Gonatocerus enicmophilus ingår i släktet Gonatocerus och familjen dvärgsteklar. Inga underarter finns listade i Catalogue of Life.